# Mimudea ectoxanthia
Mimudea ectoxanthia là một loài bướm đêm trong họ Crambidae.